# Estadi Chivas
L'Estadi Chivas és un estadi de futbol que es troba en el municipi de Zapopan, municipi que forma part de la Zona Metropolitana de Guadalajara (Mèxic), i és la seu del Club Deportivo Guadalajara de la Primera Divisió de Mèxic.
Es va concloure el 29 de juliol de 2010. Es va inaugurar amb un partit amistós internacional entre l'equip de futbol Guadalajara i l'equip de futbol anglès Manchester United.
La construcció de l'estadi va començar el 9 de maig del 2007 encara que anys enrere s'havia començat amb estudis geològics i moviment de terres. L'accés principal es troba projectat per l'anell perifèric. La ubicació coincideix amb l'Avinguda Vallarta, situat a l'oest de la zona metropolitana de Guadalajara, al Municipi de Zapopan, Jalisco. Per la seva capacitat és l'estadi més gran de Mèxic després de l'Estadi Asteca, l'Estadi Olímpic Universitari, l'Estadi Jalisco i l'Estadi Cuauhtémoc.